# Beauséjour (Guadalupe)
Beauséjour, (también conocida como Grande Anse) es la capital del Cantón de La Désirade y de la comuna de La Désirade, Guadalupe. Se ubica al extremo suroeste de la isla La Désirade, en la ensenada de Grande Anse, de la cual derivaba su nombre anterior. Su actividad principal radica en la pesca y el turismo. Cuenta con un aeropuerto local.